# Live from the Royal Albert Hall
Live From Royal Albert Hall – wydawnictwo dokumentujące występ zespołu The Killers w londyńskim "Royal Albert Hall".
DVD'i zostało wydane 10 listopada, 2009 r. w dwóch wersjach. Jedna zawiera występ zapisany w formacie Blu-ray, natomiast druga w formacie DVD oraz dodatkową płytę w formie CD.

## Lista utworów
1. "Enterlude"
2. "Human"
3. "This Is Your Life"
4. "Somebody Told Me"
5. "For Reasons Unkown"
6. "The World We Live In"
7. "Joy Ride"
8. "I Cat't Stay"
9. "Bling (Confession Of A King)
10. "Shadowplay"
11. "Smile Like You Mean It"
12. "Losing Touch"
13. "Spaceman"
14. "A Dustland Fairytale"
15. "Sam's Town (Acoustic)"
16. "Read My Mind"
17. "Mr. Brighside"
18. "All These Things That I've Done"
19. "Sweet Talk"
20. "This River Is Wild"
21. "Bones"
22. "Jenny Was A Friend Of Mine"
23. "When You Were Young"
24. "Exitlude"

### Bonusowe utwory
1. "Tranquilize" - Oxygen Festival
2. "Human" - Hyde Park
3. "Mr. Brighside" - Hyde Park
4. "Smile Like You Mean It" - V Festival
5. "When You Were Young" - V Festival

## Dodatki
- "Behind - The Scenes - documentary including interviews with  crew and fans."

(z ang. Dodatki obejmujące wywiady z zespołem, fanami oraz wydarzeniami spoza występu.)
- "Fan's Eye View" (z ang. "zespół w oczach fanów")